# Sjraar Zeelen
Sjraar Zeelen (Venlo, 22 mei 1927 - aldaar, 18 februari 2012) was een Nederlands hockeyer.
Zeelen speelde zijn gehele carrière voor VHC Venlo en werd in 1950, 1953 en 1955 landskampioen met die club. Zijn club benoemde hem voor onder meer deze prestatie tot Lid van Verdienste. In de periode 1952-1955 speelde Zeelen ook enkele interlands voor de Nederlandse hockeyploeg. Hij overleed op 84-jarige leeftijd.